# Saint-Aubin-le-Monial
 Saint-Aubin-le-Monial  es una población y comuna francesa, situada en la región de Auvernia, departamento de Allier, en el distrito de Moulins y cantón de Bourbon-l'Archambault.

## Demografía
| 463 | 403 | 295 | 273 | 269 | 278 |
| Para los censos de 1962 a 1999 la población legal corresponde a la población sin duplicidades (Fuente: INSEE [Consultar]) |     |     |     |     |     |